# Ісаяс Санчес Кортес
Ісаяс Санчес Кортес (ісп. Isaías Sánchez Cortés, нар. 9 лютого 1987, Сабадель) — іспанський футболіст, півзахисник австралійського клубу «Аделаїда Юнайтед».

## Ігрова кар'єра
Народився 9 лютого 1987 року в місті Сабадель. Вихованець футбольної школи клубу «Бадалона». Дорослу футбольну кар'єру розпочав 2006 року в основній команді того ж клубу, в якій провів чотири сезони, взявши участь у 84 матчах чемпіонату. 
2010 року перейшов до структури «Еспаньйола». Спочатку грав за «Еспаньйол Б», а за рік почав долучатися до складу головної команди клубу. Утім закріпитися в ній гравцеві не вдалося, натомість протягом 2011–2013 років він грав в оренді за «Понферрадіну».
2013 року перебрався до Австралії, де грав за команду «Аделаїда Юнайтед», з якою 2016 року ставав чемпіоном Австралії. Протягом 2019—2021 років захищав кольори катарського клубу «Аль-Вакра», після чого повернувся до «Аделаїда Юнайтед».

## Титули і досягнення
- Чемпіон Австралії (1):

«Аделаїда Юнайтед»: 2015-2016
- Володар Кубка Австралії (2):

«Аделаїда Юнайтед»: 2014, 2018